# Kałmakskoje
Kałmakskoje (ros. Калмакское) – wieś (sieło) w Rosji, w obwodzie tiumeńskim, w rejonie armizońskim. W 2010 liczyła 144 mieszkańców.